# ガラスコーティング
ガラスコーティングとは、各種素材の表面に透明な保護層を形成する処理技術の総称である。日本産業規格（JIS）や国際標準化機構（ISO）には明確な定義が存在せず、製品ごとに成分や性能、硬度・耐久性の基準が異なるため、用語自体は統一された工業規格ではない。  市場では「ガラスコーティング」「ガラスコート」「ガラス系コーティング」「セラミックコーティング」など多様な呼称が見られるが、いずれも「ガラス」に類似した硬質・透明性をイメージさせるマーケティング用語である。

## 技術的背景

### 被膜の成分と構造
市販のガラスコーティング剤は、主に以下のようなケイ素化合物・樹脂を含む。
- 二酸化ケイ素（SiO₂）を主成分とするシリカ粒子[3]
- シラン、ポリシロキサン、ポリシラザンなどのケイ素系ポリマー
- フッ素系樹脂（撥水性向上用）
- チタン化合物（光触媒効果付与用）

これらを溶剤に分散させ塗布・硬化させることで、数µm以下の薄膜が形成される。被膜は高温融解ガラスのような結晶構造ではなく、常温硬化による非晶質（アモルファス）構造を持つ。

### 物性と硬度
コーティング被膜の硬度は、鉛筆硬度試験（JIS K 5600-5-4）やモース硬度などで示されるが、表示方法に統一がなく「9H」「10H」等の表記は必ずしもJIS規格に準拠したものではない。試験方法や評価基準はメーカーごとに異なるため、硬度数値のみで製品を比較することは難しい。

## 用途

### 自動車用途
塗装面保護、光沢維持、撥水・防汚効果の付与を目的に最も広く利用される。洗車時の汚れ落としや紫外線・酸性雨による劣化抑制に寄与するとされる。

### 電子機器用途
スマートフォンやタブレットの画面保護用コーティングとして「ナノコーティング」「液体ガラス」として販売される。耐傷性向上、指紋防止、抗菌機能などを謳う製品がある。

### 建築・住宅用途
窓ガラス、タイル、浴室、キッチン設備などに施工し、防汚・撥水・防カビ効果を付与。外壁塗装の耐候性向上にも利用される。

### 産業用途
太陽光パネルの防汚・撥水処理、船舶や航空機の外装・塗装保護、医療機器の抗菌処理、電子基板の防湿等、幅広い分野で用いられる。

## 性能評価
ガラスコーティングの性能評価には以下の試験が用いられる。
- 鉛筆硬度試験：コーティング表面を鉛筆の硬度別芯で引っ掻き、傷のつきにくさを評価
- 接触角測定：撥水性（疎水性）・親水性の指標
- 促進耐候試験：紫外線・湿度を人工的に与え、経年劣化を評価
- 摩耗摩擦試験：実使用条件を模した耐久性評価

しかし、各試験方法の条件設定や判定基準は統一されておらず、公的機関による認証制度も存在しない。

## 環境規制と代替技術
フッ素系撥水剤に含まれるPFAS（パーフルオロアルキル物質）は分解性が極めて低く環境・健康への影響が懸念される。EUや米EPAはPFAS使用制限を強化しており、日本でも化審法でPFOA・PFOS等の規制が進行中。これを受け、PFAS非含有のフッ素フリー撥水膜技術も開発が進められている。

## 課題
- 用語の統一規格不在により、消費者が製品間性能比較を適切に行えない。
- メーカーごとの試験基準・表示方法のばらつき。
- 環境負荷物質（PFAS等）の使用と規制動向への対応。